# Circonscription autonomique de Malaga
Ne doit pas être confondu avec Circonscription électorale de Malaga.
La circonscription électorale de Málaga est l'une des huit circonscriptions électorales d'Andalousie pour les élections au Parlement d'Andalousie.
Elle correspond géographiquement à la province de Malaga.

## Synthèse
|             |       | 1982 | 1986 | 1990 | 1994 | 1996 | 2000 | 2004 | 2008 | 2012 | 2015 | 2018 | 2022 |  |
| ----------- | ----- | ---- | ---- | ---- | ---- | ---- | ---- | ---- | ---- | ---- | ---- | ---- | ---- |  |
| UCD         |       | 1    |      |      |      |      |      |      |      |      |      |      |      |  |
| PCE         |       | 1    |      |      |      |      |      |      |      |      |      |      |      |  |
| AP & alliés |       | 3    | 4    |      |      |      |      |      |      |      |      |      |      |  |
| IULV-CA     |       |      | 3    | 2    | 4    | 2    | 1    | 1    | 1    | 2    | 1    |      |      |  |
| PA          |       | 1    |      | 1    |      | 1    | 1    | 1    |      |      |      |      |      |  |
| PSOE-A      |       | 9    | 8    | 9    | 6    | 6    | 7    | 8    | 7    | 7    | 6    | 4    | 4    |  |
| PPA         |       |      |      | 4    | 6    | 6    | 7    | 6    | 8    | 8    | 5    | 4    | 10   |  |
| Podemos     |       |      |      |      |      |      |      |      |      |      | 3    |      |      |  |
| Cs          |       |      |      |      |      |      |      |      |      |      | 2    | 4    |      |  |
| AA          |       |      |      |      |      |      |      |      |      |      |      | 3    |      |  |
| Vox         |       |      |      |      |      |      |      |      |      |      |      | 2    | 2    |  |
| PorA        |       |      |      |      |      |      |      |      |      |      |      |      | 1    |  |
|             |       |      |      |      |      |      |      |      |      |      |      |      |      |  |
| Total       | Total | 15   | 15   | 16   | 16   | 15   | 16   | 16   | 16   | 17   | 17   | 17   | 17   |  |

## Résultats détaillés

### 1982
| Parti     | Parti | Députés élus |
| --------- | ----- | --- |
| PSOE-A    |       | Pedro Aparicio Sánchez, Enrique Linde Cirujano, Álvaro Alcaide Guerrero, Miguel Gómez Gómez, Paulino Plata Cánovas, Hortensia Gutiérrez del Álamo Llodrá, Juan Gámez Villalba, Miguel Esteban Castro Carrasco, Juan José Rodríguez Osorio |
| AP-PDP-UL |       | Antonio Jesús Valero Navarrete, Joaquín Jiménez Hidalgo, Francisco Manuel Ortiz de la Torre |
| PCE       |       | Antonio Romero Ruiz |
| UCD       |       | Luis Merino Bayona |
| PSA       |       | Salvador Pérez Bueno |

- Enrique Linde (PSOE-A) est remplacé en mars 1983 par María Dolores Sánchez López.

### 1986
| Parti     | Parti | Députés élus |
| --------- | ----- | --- |
| PSOE-A    |       | Enrique Linde Cirujano, José Luis Asenjo Díaz, Juan Páez y Páez Camino, Paulino Plata Cánovas, José Sánchez Bueno, Hortensia Gutiérrez del Álamo Llodrá, Álavor Alcaide Guerrero, Juan Gámez Villalba |
| AP-PDP-PL |       | José Francisco Lorca Navarrete, Francisco Manuel Ortiz de la Torre, Luis Fernando Plaza Escudero, Ana María Corpas Hernández                                                                          |
| IU-CA     |       | Antonio Romero Ruiz, Andrés Cuevas González, Inocencio Fernández Jiménez |

- Inocencio Fernández (IU-CA) est remplacé en octobre 1987 par Rafael Francisco Rodríguez Bermúdez.
- Antonio Romero (IU-CA) est remplacé en novembre 1989 par Juan Manuel Fernández Martín.
- Francisco Ortiz (AP) est remplacé en décembre 1989 par Antonio Villasclaras Rosa.

### 1990
| Parti   | Parti | Députés élus |
| ------- | ----- | --- |
| PSOE-A  |       | Enrique Linde Cirujano, José Luis Asenjo Díaz, Paulino Plata Cánovas, Hortensia Gutiérrez del Álamo Llodrá, José Sánchez Bueno, Juan Gómez Villalba, Ana Paula Montero Barquero, Rafael Centeno López, Juan Martos Morilla |
| PPA     |       | Manuel Atencia Robledo, José Manuel Gómez-Angulo Giner, Alfonso Carlos Gutiérrez de Ravé Mohedano, José Egea Martín |
| IULV-CA |       | Andrés Cuevas González, Rafael Francisco Rodríguez Bermúdez |
| PA      |       | Ildefonso Manuel Dell'Olmo García |

### 1994
| Parti   | Parti | Députés élus |
| ------- | ----- | --- |
| PPA     |       | Manuel Atencia Robledo, José Manuel Gómez-Angulo Giner, Ana María Corredora Quintana, Joaquín Luis Ramírez Rodríguez, Alfonso Carlos Gutiérrez de Ravé Mohedano, María Concepción Toledano del Valle-Inclán |
| PSOE-A  |       | Enrique Linde Cirujano, Francisco Oliva García, Hortensia Gutiérrez del Álamo Llodrá, Paulino Plata Cánovas, Juan Martos Morilla, Juan Gómez Villalba                                                       |
| IULV-CA |       | Rafael Francisco Rodríguez Bermúdez, Juan Francisco Gutiérrez Vílchez, Cristina Ruiz Cortina Sierra, Andrés Cuevas González                                                                                 |

### 1996
| Parti   | Parti | Députés élus |
| ------- | ----- | --- |
| PSOE-A  |       | Enrique Linde Cirujano, José Luis Asenjo Díaz, Paulino Plata Cánovas, Hortensia Gutiérrez del Álamo Llodrá, Rafael Centeno López, María del Pilar Rojo Hurtado                       |
| PPA     |       | Manuel Atencia Robledo, José Manuel Gómez-Angulo Giner, Ana María Corredora Quintana, Joaquín Luis Ramírez Rodríguez, Alfonso Carlos Gutiérrez de Ravé Mohedano, Ángeles Muñoz Uriol |
| IULV-CA |       | Rafael Francisco Rodríguez Bermúdez, Juan Francisco Gutiérrez Vílchez |
| PA      |       | Ildefonso Manuel Dell'Olmo García |

- Ángeles Muñoz (PPA) est remplacée en février 1997 par Juan Manuel Moreno.
- Enrique Linde (PSOE-A) est remplacé en mai 1998 par Francisco Javier Conejo Rueda.
- Rafael Rodríguez (IULV-CA) est remplacé en octobre 1999 par Andrés Cuevas González.

### 2000
| Parti   | Parti | Députés élus |
| ------- | ----- | --- |
| PPA     |       | Joaquín Luis Ramírez Rodríguez, María Esperanza Oña Sevilla, Ana María Corredora Quintana, José Alberto Armijo Navas, Juan Ramón Casero Domínguez, María Begoña Chacón Gutiérrez, Francisco Javier Oblaré Torres |
| PSOE-A  |       | Magdalena Álvarez, Paulino Plata Cánovas, Rafael Centeno López, Ana María Fuentes Pacheco, María Inmaculada Gálvez Torres, Mariano Ruiz Cuadra, Antonio Beltrán Fortes                                           |
| IULV-CA |       | Antonio Romero Ruiz |
| PA      |       | Ildefonso Manuel Dell'Olmo García |

- Rafael Centeno (PSOE-A) est remplacé en février 2001 par Gabriel Jesús Clavijo Sánchez.
- Juan Ramón Casero (PPA) est remplacé en septembre 2003 par Antonia Jesús Ledesma Sánchez.

### 2004
| Parti   | Parti | Députés élus |
| ------- | ----- | --- |
| PSOE-A  |       | Paulino Plata Cánovas, Luciano Alonso Alonso, Rosario Torres Ruiz, Juan Paniagua Díaz, Isabel Muñoz Durán, Mariano Ruiz Cuadra, Dolores Blanca Hena, Francisco Daniel Moreno Parrado |
| PPA     |       | Joaquín Luis Ramírez Rodríguez, María Esperanza Oña Sevilla, Ana María Corredora Quintana, Antonio Manuel Garrido Moraga, María Begoña Chacón Gutiérrez, José Alberto Armijo Navas   |
| IULV-CA |       | Antonio Romero Ruiz |
| PA      |       | Ildefonso Manuel Dell'Olmo García |

### 2008
| Parti   | Parti | Députés élus |
| ------- | ----- | --- |
| PPA     |       | María Esperanza Oña Sevilla, Antonio Manuel Garrido Moraga, Ángeles Muñoz Uriol, Francisco Ignacio Delgado Bonilla, Ana María Corredora Quintana, Francisco José Oblaré Torres, Ana María Rico Terrón, Miguel Ángel Ruiz Ortiz |
| PSOE-A  |       | Rosario Torres Ruiz, Juan Paniagua Díaz, María Luisa Bustinduy Barrero, Paulino Plata Cánovas, Isabel Muñoz Durán, Luciano Alonso Alonso, Dolores Blanca Hena                                                                  |
| IULV-CA |       | José Antonio Castro Román |

- Isabel Muñoz (PSOE-A) est remplacée en mai 2009 par Mariano Ruiz Cuadra.
- Juan Paniagua (PSOE-A) est remplacé en juin 2009 par María Estrella Tomé Rico.
- Francisco Oblaré (PPA) est remplacé en septembre 2011 par María Teresa Domínguez Medina.

### 2012
| Parti   | Parti | Députés élus |
| ------- | ----- | --- |
| PPA     |       | María Esperanza Oña Sevilla, Antonio Manuel Garrido Moraga, Ana María Corredora Quintana, Víctor Manuel González García, Antonia Ruiz Oliva, José Eduardo Díaz Molina, Ana María Rico Terrón, Daniel Castilla Zumaquero |
| PSOE-A  |       | Luciano Alonso Alonso, Rosario Torres Ruiz, Enrique Javier Benítez Palma, María Luisa Bustinduy Barrero, Paulino Plata Cánovas, Remedios Martel Gómez, José Bernal Gutiérrez                                            |
| IULV-CA |       | José Antonio Castro Román, María Dolores Quintana Campos |

- Paulino Plata (PSOE-A) est remplacé en juin 2013 par María Salomé Arroyo Sánchez.

### 2015
| Parti      | Parti | Députés élus |
| ---------- | ----- | --- |
| PSOE-A     |       | Luciano Alonso Alonso, Beatriz Rubiño Yáñez, José Sánchez Maldonado, María Luisa Bustinduy Barrero, Francisco José Vargas Ramos, María Nieves Ramírez Moreno |
| PPA        |       | Juan Manuel Moreno, María Esperanza Oña Sevilla, Antonio Manuel Garrido Moraga, Patricia Navarro Pérez, Félix Romero Moreno                                  |
| Podemos    |       | Félix Gil Sánchez, Esperanza Gómez Corona, Juan Antonio Gil de los Santos                                                                                    |
| Ciudadanos |       | Irene Rivera Andrés, Carlos Hernández White |
| IULV-CA    |       | José Antonio Castro Román |

- Irene Rivera (Cs) est remplacée en janvier 2016 par María Carmen Prieto Bonilla.
- Félix Gil (Podemos) est remplacé en février 2016 par María Carmen Molina Cañadas.
- Luciano Alonso (PSOE-A) est remplacé en janvier 2017 par Diego Pérez Ramírez.
- José Sánchez Maldonado (PSOE-A) est remplacé en juillet 2017 par Gema del Rocío Ruiz Rodríguez.
- Antonio Garrido (PPA) est remplacé en février 2018 par María Victoria Romero Pérez.

### 2018
| Parti      | Parti | Députés élus                                                                                      |
| ---------- | ----- | ------------------------------------------------------------------------------------------------- |
| PSOE-A     |       | José Luis Ruiz Espejo, Beatriz Rubiño Yáñez, Javier Carnero Sierra, María Luisa Bustinduy Barrero |
| PPA        |       | Juan Manuel Moreno, María Esperanza Oña Sevilla, Miguel Ángel Ruiz Ortiz, Patricia Navarro Pérez  |
| Ciudadanos |       | Javier Imbroda, María José Torres Cuéllar, Carlos Hernández White, María Teresa Pardo Reinaldos   |
| AA         |       | Teresa Rodríguez, Guzmán Ahumada Gavira, María Vanessa García Casaucau                            |
| Vox        |       | Eugenio Moltó García, Ana Gil Román                                                               |

- María José Torres Cuéllar (Cs) est remplacée en février 2019 par Javier Pareja De Vega.
- Patricia Navarro (PPA) est remplacée en février 2019 par José Ramón Carmona Sánchez.
- Marisa Bustinduy (PSOE-A) est remplacée en février 2019 par Francisco Javier Conejo Rueda.
- Javier Imbroda (Cs), mort en fonctions, est remplacé en avril 2022 par María Isabel Martos Luque.

### 2022
| Parti  | Parti | Députés élus |
| ------ | ----- | --- |
| PPA    |       | Juan Manuel Moreno, Patricia Navarro Pérez, Elías Bendodo Benasayag, María Esperanza Oña Sevilla, José Ramón Carmona Sánchez, María Francisca Caracuel García, Daniel Castilla Zumaquero, Rocío Ruiz Narváez, Francisco Javier Oblaré Torres, Dolores Caetano Toledo |
| PSOE-A |       | José Aurelio Aguilar Román, Isabel María Aguilera Gamero, José Luis Ruiz Espejo, Alicia Murillo López |
| Vox    |       | Antonio Sevilla Rodríguez, Purificación Fernández Morales |
| PorA   |       | Inmaculada Nieto Castro |

- Patricia Navarro (PPA) est remplacée en septembre 2022 par Miguel Ángel Ruiz Ortiz.
- Francisca Caracuel (PPA) est remplacée le 12 juillet 2023 par Jessica Trujillo Pérez.
- Rocío Ruiz (PPA) est remplacée le 12 juillet 2023 par María José Escarcena López, après renonciation de Cristóbal Ortega.
- Elías Bendodo (PPA) est remplacé le 26 juillet 2023 par José María Ayala García.